# Jerome Funafuti
Jerome Funafuti (Funafuti, 22 april 1990) is een Tuvaluaans voetballer die uitkomt voor Ranui Swanson, voetbalclub uit Nieuw-Zeeland. Eerder kwam hij uit voor Nauti.
In 2010 deed Jerome Tuvaluaans zaalvoetbalteam mee aan het Oceanian Futsal Championship 2010, waar hij zes wedstrijden speelde, en twee keer scoorde.